# Vivian Loyd
Vivian Loyd (ur. 1894, zm. 1972) – brytyjski konstruktor broni pancernej.
Vivian Loyd urodził się w rodzinie urzędnika sądowego okręgu Berkshire, pochodzenia walijskiego. Kształcił się w Wellington College w Crowthorne, po czym pracował w banku w Kanadzie. Po wybuchu I wojny światowej powrócił do Wielkiej Brytanii i został powołany do brytyjskiej artylerii. Podczas wojny służył m.in. w Mezopotamii, gdzie nabawił się gruźlicy, będącej powodem jego późniejszych kłopotów ze zdrowiem. Po wojnie Loyd założył w 1922 wraz z A. Lordem niewielką wytwórnię samochodów osobowych własnej konstrukcji, pod marką Loyd-Lord (nawiązując do Rolls-Royce). Zadłużona firma została zlikwidowana w 1924.
Ok. 1922 lub 1923 Loyd poznał konstruktora samouka Johna Cardena, z którym założył małą firmę Carden-Loyd Tractor Company w Chertsey pod Londynem. Razem rozpoczęli prace nad konstrukcją ciągników gąsienicowych, głównie do zastosowań militarnych. Głównym konstruktorem w zespole był Carden, Loyd odpowiadał głównie za kwestie organizacyjne i marketingowe.
Sukces Cardenowi i Loydowi przyniosła konstrukcja tankietek – małych czołgów z załogą jedno- lub dwuosobową, powstałych dla wypełnienia popularnej wówczas idei wyposażenia każdego żołnierza w środek transportu i karabin maszynowy. Pierwsza jednoosobowa wersja tankietki, Carden-Loyd One Man Tankette powstała w 1925. W ciągu następnych kilku lat powstały kolejne modele: jednoosobowe Mark I do III i dwuosobowe Two Man Tankette, Mark IV i Mark V, budowane w małych ilościach. Ponieważ projekty te były obiecujące, firma Carden-Loyd została w marcu 1928 wykupiona przez koncern zbrojeniowy Vickers, a Loyd został zatrudniony w Vickersie. W tym czasie powstała ich najbardziej znana konstrukcja: Vickers Carden Loyd Mark VI, która stała się klasyczną konstrukcją tankietki, wyprodukowaną w ilości kilkuset sztuk i eksportowaną do 16 krajów. Kilka krajów, w tym Polska i ZSRR, zakupiło jej licencję. Stała się ona jednym z najszerzej rozpowszechnionych i najbardziej znanych czołgów lat 30., a późniejsze tankietki budowane w innych krajach były w większości albo rozwinięciem Carden-Loyda Mk VI, albo nim inspirowane (w tym polskie TK-3 i TKS).
Carden i Loyd konstruowali następnie też czołgi lekkie, jak serie eksportowych czołgów Vickers-Armstrongs Commercial Light Tank i czołgów Light Tank używanych przez armię brytyjską, w tym najliczniejszy Light Tank Mk VI, a także pierwszy na świecie czołg pływający Vickers-Carden-Loyd Amphibian Tank. Brali ponadto udział w konstrukcji czołgu Vickers E. Opracowali też kilka lekkich ciągników artyleryjskich i transporterów, w tym VA D50 – prototyp późniejszego transportera Universal Carrier. Loyd pozostawał w cieniu Johna Cardena, a po jego śmierci w katastrofie lotniczej w 1935, stosunki między kierownictwem Vickersa a Loydem pogorszyły się.
We wrześniu 1938 Loyd ostatecznie opuścił koncern Vickers i założył własną firmę Vivian Loyd & Co. W sierpniu 1938 zaprezentował prototyp lekkiego taniego gąsienicowego ciągnika artyleryjskiego Loyd Carrier. Został on zamówiony przez armię brytyjską i podczas wojny zbudowano go ponad 26 tysięcy sztuk, z tego 2790 w zakładach Loyd. Po wojnie Loyd próbował oferować swój ciągnik na rynek cywilny.
Loyd zmarł w 1972 na swojej farmie w Berkshire. Był trzykrotnie żonaty, miał dwóch synów i dwie córki.